# David Casa
David Casa (La Valletta, 16 novembre 1968) è un politico maltese.
Membro del Partito Nazionalista, è eurodeputato dal 2004 e questore del Parlamento europeo dal 2019.

## Biografia
Precedentemente assistente personale dell'allora ministro degli esteri maltese Guido de Marco, Casa è stato segretario generale del movimento europeista "Iva" che fece campagna elettorale attiva per il sì al Referendum sull'adesione di Malta all'Unione europea del 2003.
Dopo l'ingresso di Malta nell'UE, nel 2004 viene eletto al Parlamento europeo. Rieletto nel 2009 e nel 2014 è stato capogruppo del PPE in commissione per l'occupazione e gli affari sociali e capo negoziatore per il Parlamento della direttiva relativa all'equilibrio tra attività professionale e vita familiare per i genitori e i prestatori di assistenza.
Dopo la quarta rielezione nel 2019 che lo rende l'europarlamentare maltese in carica da più tempo, il 4 luglio 2019 viene eletto questore del Parlamento europeo, divenendo il primo maltese ad entrare nell'ufficio di presidenza del Parlamento.